# Rosalba Neriová
Rosalba Neriová (* 19. června 1938 Forli) je bývalá italská herečka, která vystupovala také pod pseudonymem Sara Bey.
V roce 1956 byla finalistkou soutěže Miss Italia. Vystudovala herectví na Centro Sperimentale di Cinematografia, pak dostala nabídku z newyorského Actors' Studia, avšak rozhodla se zůstat v Itálii. Jejím prvním filmem byl v roce 1955 I pinguini ci guardano, pak ji Luigi Comencini obsadil do vztahové komedie Mogli pericolose. V roce 1960 hrála ve válečném dramatu Roberta Rosselliniho Byla noc v Římě.
Počátkem šedesátých let se uplatnila především ve filmech pseudohistorického subžánru peplum jako byly Ester a král nebo Herkules ve středu Země. Anthony Mann ji obsadil do koprodukčního velkofilmu Cid (1961). Ve francouzských filmech Angelika, markýza andělů a Báječná Angelika hrála členku Nicolasovy bandy zvanou „Polačka“. Byla častou představitelkou negativních rolí ve špionážních dramatech, spaghetti westernech a exploatačních snímcích žánru giallo. S režisérem Jesúsem Francem natočila filmy 99 mujeres a Marquis de Sade: Justine. Pózovala také pro časopis Playmen. Spolu s Evou Thulinovou a Edwige Fenechovou vystupovala ve skandálním erotickém filmu Top Sensation (1969). Jediné hlavní role své kariéry dostala v hororech Lady Frankenstein a Il plenilunio delle vergini. S Alainem Delonem pak hrála ve filmu Tony Arzenta a s Adolfem Celim a Claudií Cardinalovou ve filmu Libero, má lásko. 
Ve své kariéře natočila 54 filmů, posledním byl v roce 1976 Il pomicione. V osmdesátých letech se ještě objevila v televizním seriálu Olga e i suoi figli. Jejím manželem byl producent Harry Cusher. O jejím životě vznikl dokumentární film Rosalba Neri: The Italian Sphinx.